# کیلی بلو بوک
کیلی بلو بوک (انگلیسی: Kelley Blue Book) یک شرکت تحقیقاتی و ارزیابی خودرو مستقر در ارواین، کالیفرنیا است که هم توسط مصرف‌کنندگان و هم صنعت خودرو به رسمیت شناخته شده‌است. این شرکت متعلق به شرکت کاکس است.

## تاریخچه
این شرکت به عنوان شرکت Kelley Kar توسط Les Kelley در سال ۱۹۱۸ تأسیس شد. Kelley شرکت را با سه مدل فورد مدل تی آغاز کرد. برادر کوچکتر او، باستر، با کلی به عنوان یک پسر بچه کار می‌کرد. با استفاده از داده‌های جمع‌آوری شده از نمایندگی، کلی اولین کتاب آبی شرکت را در سال ۱۹۲۶ منتشر کرد که به یک راهنمای استاندارد در تجارت خودرو در تعیین ارزش خودرو تبدیل شد. Kelley Blue Book در سال ۱۹۲۶ تشکیل شد و خانواده Kelley به تجارت نمایندگی خود در کالیفرنیای جنوبی برای چندین دهه ادامه دادند. در دهه ۱۹۶۰، شرکت از یک نمایندگی خودرو به یک ناشر تخصصی نقل مکان کرد و بر تولید راهنمای قیمت خودرو خود تمرکز کرد. راهنمای کتاب Kelley Blue اولین انتشاراتی بود که از مسافت پیموده شده برای تعیین ارزش خودرو استفاده کرد.